# أوليفيا هووكر
أوليفيا جولييت هوكر (بالإنجليزية: Olivia Hooker) (ولدت في 12 فبراير عام 1915 وتوفيت في 21 نوفمبر عام 2018) كانت طبيبة نفسية أمريكية وأستاذة. كانت واحدة من آخر الناجين المعروفين من مذبحة سباق تلسا في عام 1921، وأول امرأة أمريكية أفريقية التحقت بخفر السواحل الأمريكي في فبراير عام 1945. أصبحت عضوًا في احتياطي النساء في حرس السواحل بالولايات المتحدة خلال الحرب العالمية الثانية، وحصلت على رتبة يومان من الدرجة الثانية خلال خدمتها. خدمت في خفر السواحل إلى أن تم حلّ وحدتها في منتصف عام 1946؛ ثم أصبحت طبيبة نفسية متدربة في إحدى إصلاحيات النساء وأستاذة سريرية في جامعة فوردهام.

## النشأة والتعليم
ولدت هوكر من بين خمسة أطفال في موسكوجي، أوكلاهوما، لسامويل هوكر وأنيتا هوكر (اسمها قبل الزواج: ستيغر). كانت العائلة تعيش في مقاطعة غرينوود في تلسا، عندما قامت مجموعة من الرجال البيض في 31 مايو عام 1921 حاملين مشاعل بدخول منزلهم وتدمير مقتنياتهم، بما فيها بيانو أختها وفونوغراف أبيها. جثمت هي وأختها تحت طاولة، مختبئتين خلف غطائها، حتى خرج الفتيان من منزلهم. «كان شيئًا مرعبًا بالنسبة لفتاة صغيرة تبلغ من عمرها 6 سنوات». قالت لراديو دياريز عام 2018، «أذكر كيف حاولنا أن نبقى صامتين حتى لا يعلموا بوجودنا هناك». كان الهجوم جزءًا من أحداث الشغب العرقية في تلسا في الفترة بين 31 مايو والأول من يونيو عام 1921، والتي قام فيها أفراد من جماعة كو كلوكس كلان وقاطنين بيض آخرين في تلسا بتدمير مقاطعة غرينوود -المعروفة أيضًا باسم وول ستريت السوداء نظرًا لكثرة الشركات المملوكة من قبل أصحاب البشرة السوداء في المنطقة- ليقتلو قرابة 300 شخص وتاركين خلفهم ما يزيد عن 10 آلاف مشرد.
في عام 1997، أسست هوكر وغيرها من الناجين من المذبحة لجنة تلسا، للتحقيق في المذبحة وما تلاها، والسعي خلف الإصلاحات. في عام 2003، كانت إحدى المدّعين في دعوى قضائية اتحادية رفعتها ضد ولاية أوكلاهوما ومدينة تلسا من قبل أكثر من 100 ناجٍ ونحو 300 شخص من أحفاد الذين فقدوا أرواحهم أو ممتلكاتهم في الهجمات، سعيًا للحصول على تعويض بسبب ضلوع الحكومات المحلية في المجزرة؛ إلا أن المحكمة العليا في الولايات المتحدة رفضت القضية دون تعليق في عام 2005.
بعد أعمال الشغب، انتقلت عائلتها إلى توبيكا، بولاية كانساس، ثم إلى كولومبوس، أوهايو، حيث حصلت على درجة بكالوريوس في الفنون عام 1937 من جامعة ولاية أوهايو ودرّست الصف الثالث. أثناء وجودها في جامعة ولاية أوهايو، التحقت بنادي دلتا سيغما ثيتا النسائي، حيث دعت إلى إلحاق النساء الأمريكيات من أصل أفريقي في صفوف الجيش الأمريكي. في عام 1947، تلقت شهادة الماجستير من كلية المدرسين في جامعة كولومبيا، وحصلت في عام 1961 على شهادة الدكتوراه في علم النفس السريري من جامعة روتشستر مع أطروحة حول القدرات التعلّمية للأطفال المصابين بمتلازمة داون.

## مسيرتها المهنية

### الطب النفسي
بعد حصولها على درجة الماجستير من كلية المعلمين بجامعة كولومبيا، انتقلت هوكر شمال الولاية للعمل في قسم الصحة العقلية في إحدى مؤسسات الإصلاح النسائية في مقاطعة ألبيون. كثير من النساء في تلك المؤسسة اعتُبرن ذوات إعاقات شديدة في التعلم من قبل الطاقم الطبي هناك. شعرت هوكر لأنهم كنّ يعاملن بطريقة غير عادلة، لذا أعادت تقييمهن أملًا في مساعدة النساء بالحصول على تعليم أفضل ووظائف بعد قضاء وقتهنّ في المؤسسة. وعزت نجاح الحملة إلى «التقرّب منهم بعقل منفتح». لا تزال المؤسسة الإصلاحية إلى اليوم مستمرة في مساعدة النساء في الحصول على شهادة وخبرة عمل إلى حين إطلاق سراحهن.